# Cacaloxúchitl
Cacaloxúchitl är en ort i Mexiko.   Den ligger i kommunen Huaquechula och delstaten Puebla, i den sydöstra delen av landet, 100 km sydost om huvudstaden Mexico City. Cacaloxúchitl ligger 1 641 meter över havet och antalet invånare är 3 006.
Terrängen runt Cacaloxúchitl är kuperad norrut, men söderut är den platt. Terrängen runt Cacaloxúchitl sluttar söderut. Runt Cacaloxúchitl är det ganska tätbefolkat, med 139 invånare per kvadratkilometer. Närmaste större samhälle är Atlixco, 14,4 km norr om Cacaloxúchitl. Omgivningarna runt Cacaloxúchitl är en mosaik av jordbruksmark och naturlig växtlighet.